# Zelogramma maculatum
Zelogramma maculatum är en stekelart som beskrevs av John S. Noyes och Valentine 1989. Zelogramma maculatum ingår i släktet Zelogramma och familjen hårstrimsteklar. Inga underarter finns listade i Catalogue of Life.